# Mitella
Mitella
Genre
Mitella est un genre de plantes à fleurs de la famille des Saxifragaceae, comprenant entre vingt et trente espèces originaires des régions tempérées et arctiques de l'Amérique du Nord et de l'Asie.

## Systématique
Le nom scientifique complet (avec auteur) de ce taxon est Mitella L., choisi en 1753 par le naturaliste suédois Carl von Linné.
Mitella a pour synonymes :
- Drummondia DC.
- Mitellastra Howell
- Mitellopsis Meisn.
- Ozomelis Raf.
- Pectiantia Raf.

## Étymologie
Le nom de genre signifie « petite mitre », du latin mitra avec le suffixe diminutif -ella , car on dit que les fleurs ressemblent à des coiffes d'évêques. En latin classique, cependant, mitella signifie « coiffe de femme » ou « fronde ». Le latin mitra vient du grec mítrā, signifiant « ceinture », « bandeau », ou « turban »[réf. souhaitée]. 

## Description
Mitella comprend des plantes vivaces poussant à partir d'un rhizome écailleux, portant de larges feuilles en forme de cœur ou de pique près de leurs bases et des fleurs à cinq pétales disposées en une longue grappe ou un épi.

### Liste des espèces
Selon GBIF (4 septembre 2021) :
- Mitella acerina Makino
- Mitella amamiana Y.Okuyama
- Mitella breweri A.Gray
- Mitella caulescens Nutt. ex Torr. & A.Gray
- Mitella diphylla L.
- Mitella diversifolia Greene
- Mitella doiana Ohwi
- Mitella formosana (Hayata) Masam.
- Mitella furusei Ohwi
- Mitella integripetala Boissieu
- Mitella intermedia Bruhin ex Small & Rydb.
- Mitella japonica Makino
- Mitella japonica Maxim.
- Mitella kiusiana Makino
- Mitella koshiensis Ohwi
- Mitella nuda L.
- Mitella ovalis Greene
- Mitella pauciflora Rosend.
- Mitella pentandra Hook.
- Mitella prostrata Michx.
- Mitella stauropetala Piper
- Mitella stylosa Boissieu
- Mitella trifida Graham
- Mitella yoshinagae Hara
- Mitella ×grayana Engl.
- Mitella ×inami Ohwi & Okuyama
- Mitella ×intermedia Bruhin
- Mitella ×tiarelloides Engl.